# Остенфельд (Рендсбург-Екернферде)
Остенфельд (нім. Ostenfeld) — громада в Німеччині, розташована в землі Шлезвіг-Гольштейн. Входить до складу району Рендсбург-Екернферде. Складова частина об'єднання громад Айдерканаль.
Площа — 7,27 км2. Населення становить 600 ос. (станом на 31 грудня 2020).